# Oslättfors kyrka
Oslättfors kyrka är ett kapell som ligger inom Hille församling i Uppsala stift. Kapellet ligger i Oslättfors omkring två mil nordväst om Gävle. Sedan 1985 ägs och förvaltas kapellet av Oslättfors kyrkostiftelse.

## Kyrkobyggnaden
Kapellet har en stomme av liggtimmer och består av rektangulärt långhus med kor i norr och kyrktorn i söder. Norr om koret finns en utbyggd sakristia med tresidig avslutning. Huvudingången ligger i söder och går genom tornets bottenvåning där vapenhuset är inhyst. Huvudingången har en enkel, klassiserande omfattning. Ytterväggarna är vitrappade och pryds med pilastrar. Långhuset har ett mansardtak som är brutet och valmat över sakristian i norr. Kyrktornet kröns av en flack huv med lanternin. Samtliga yttertak är plåttäckta. Kapellets planform har bevarats intakt sedan byggnadstiden.

### Tillkomst och ombyggnader
Oslättfors bruk anlades 1697 vid Testeboåns utlopp ur Lundbosjön av bergsfogden Johan Röök. Ett träkapell vid bruksgatan uppfördes i sin helhet åren 1784 - 1796. 1825 flyttades kapellet till sin nuvarande plats alldeles intill sjön, så nära att sakristians grund kom att ligga i vattnet. När kapellet återuppfördes 1825 tillkom kyrktornet vid långhusets södra kortsida. Tidigare hängde kyrkklockan i en fristående klockstapel som var av klockbockstyp. Kyrkorummet präglas huvudsakligen av förändringarna som genomfördes vid flytten 1825. Nuvarande flacka tunnvalv av brädor sattes in 1856. 1901 övertog Korsnäsverken ägandeskapet till hela bruket samt kapellet. Till att börja med renoverades kapellet, men under årens lopp kom det att förfalla. 1986 övertogs kapellet av Oslättfors kyrkostiftelse som sedan dess har förvaltat och skött kapellet med stora frivilliga insatser. Våren 2007 rappades kyrktornet om, urtavlorna målades och korset förgylldes.

## Inventarier
- Altarpredikstolen från gustaviansk tid, 1796. På predikstolen finns symbolerna för tron, hoppet och kärleken som är korset, ankaret och hjärtat. Även nattvardssymbolerna sädesaxen och kalken finns med.
- Dopfunten är från 1988. Den är tillverkad och skänkt av Oslättforsbon Hans Dahlberg.
- Orgelns fasad och spelbord är från 1856. Nuvarande orgelverk är från 1989.
- Kyrkklockan, som rings manuellt, är tillverkad 1759 av malm.

### Webbkällor
- Hille församling informerar
- byggnadspresentation